# 4 Nations Face-Off 2025
Das 4 Nations Face-Off 2025 war ein von der National Hockey League (NHL) veranstaltetes Eishockeyturnier für Nationalmannschaften. Es fand vom 12. bis zum 20. Februar 2025 im Centre Bell von Montreal und im TD Garden von Boston statt. Teilnehmende Mannschaften waren Kanada, die Vereinigten Staaten, Schweden und Finnland, wobei die Kader ausschließlich aus aktuellen NHL-Spielern bestanden.

## Hintergrund
Im Februar 2024 gab NHL-Commissioner Gary Bettman die Austragung des 4 Nations Face-Off bekannt, ebenso wie die Teilnahme bzw. Freigabe der NHL-Spieler für die anstehenden Olympischen Winterspiele 2026 und 2030. Erklärtes Ziel war es, wieder einen verstärkten Fokus auf internationale Turniere zu legen, so wolle man fortan alle zwei Jahre eine vergleichbare Veranstaltung abhalten. Das 4 Nations Face-Off ist somit mit dem World Cup of Hockey vergleichbar, der zuletzt 2016 stattfand. Zudem ist zu erwähnen, dass die NHL ihre Spieler für die vorherigen Winterspiele 2018 und 2022 nicht freigegeben hatte.
Von Beginn an standen Kanada, die Vereinigten Staaten, Schweden und Finnland als Teilnehmer fest. Russland wurde, ebenso wie bei Turnieren der IIHF, aufgrund des Überfalls auf die Ukraine nicht berücksichtigt. Austragungsorte sollten je eine Stadt in Kanada und den USA sein, was später auf Montreal und Boston festgelegt wurde.
Das 4 Nations Face-Off fand somit als Ersatz für das NHL All-Star Game in einer Pause der Saison 2024/25 statt. Im Rahmen des Turniers wurde die Austragung des World Cup of Hockey 2028 angekündigt, der damit nach zwölf Jahren wieder in den Veranstaltungskalender zurückkehrt.

## Austragungsorte
| Montreal, Québec              | Boston, Massachusetts       |
| Centre Bell Kapazität: 21.105 | TD Garden Kapazität: 17.850 |
| Centre Bell                   | TD Garden                   |

## Modus
Das Turnier fand  im Modus Jeder-gegen-jeden statt, sodass jede Mannschaft drei Spiele bestritt. Im Finale trat dann der Erste gegen den Zweiten dieser Gruppenphase an. Alle Spiele fanden nach NHL-Regeln statt, mit der Ausnahme, dass die Overtime zehn statt fünf Minuten vor einem eventuellen Shootout andauerte.

## Ergebnisse

### Gruppenphase
| 12. Februar 2025 20:00 Uhr (Ortszeit) | 13. Februar 2025 2:00 Uhr (MEZ) | Schweden Jonas Brodin (29:33) Adrian Kempe (41:54) Joel Eriksson Ek (48:59) | 3:4 n. V. (0:2, 1:1, 2:0, 0:1) Spielbericht | Kanada Nathan MacKinnon (0:56) Brad Marchand (13:15) Mark Stone (37:28) Mitchell Marner (66:06) | Centre Bell, Montreal, Québec Zuschauer: 21.105 |

| 13. Februar 2025 20:00 Uhr | 14. Februar 2025 2:00 Uhr | Finnland Henri Jokiharju (7:31) | 1:6 (1:1, 0:1, 0:4) Spielbericht | USA Brady Tkachuk (10:21) Matthew Boldy (37:04) Matthew Tkachuk (40:15) Jake Guentzel (40:26) Brady Tkachuk (43:00) Matthew Tkachuk (51:13) | Centre Bell, Montreal, Québec Zuschauer: 21.105 |

| 15. Februar 2025 13:00 Uhr | 15. Februar 2025 19:00 Uhr | Schweden Mika Zibanejad (8:35) Rasmus Dahlin (25:06) Erik Karlsson (30:32) | 3:4 n. V. (2:1, 1:2, 0:0, 1:0) Spielbericht | Finnland Anton Lundell (10:58) Mikko Rantanen (19:46) Aleksander Barkov (37:05) Mikael Granlund (61:49) | Centre Bell, Montreal, Québec Zuschauer: 19.724 |

| 15. Februar 2025 20:00 Uhr | 16. Februar 2025 2:00 Uhr | Kanada Connor McDavid (5:31) | 1:3 (1:1, 0:1, 0:1) Spielbericht | USA Jake Guentzel (10:15) Dylan Larkin (33:33) Jake Guentzel (58:41) | Centre Bell, Montreal, Québec Zuschauer: 21.105 |

| 17. Februar 2025 13:00 Uhr | 17. Februar 2025 19:00 Uhr | Finnland Esa Lindell (53:19) Mikael Granlund (58:20) Mikael Granlund (58:42) | 3:5 (0:3, 0:1, 3:1) Spielbericht | Kanada Connor McDavid (4:13) Nathan MacKinnon (4:59) Brayden Point (13:02) Nathan MacKinnon (25:03) Sidney Crosby (59:03) | TD Garden, Boston, Massachusetts Zuschauer: 17.238 |

| 17. Februar 2025 20:00 Uhr | 18. Februar 2025 2:00 Uhr | USA Chris Kreider (0:35) | 1:2 (1:2, 0:0, 0:0) Spielbericht | Schweden Gustav Nyquist (13:39) Jesper Bratt (19:04) | TD Garden, Boston, Massachusetts Zuschauer: 17.850 |

| Pl. |          | Sp | S | OTS | OTN | N | Tore  | Punkte |
| --- | -------- | -- | - | --- | --- | - | ----- | ------ |
| 1.  | USA      | 3  | 2 | 0   | 0   | 1 | 10:04 | 6      |
| 2.  | Kanada   | 3  | 1 | 1   | 0   | 1 | 10:09 | 5      |
| 3.  | Schweden | 3  | 1 | 0   | 2   | 0 | 08:09 | 5      |
| 4.  | Finnland | 3  | 0 | 1   | 0   | 2 | 08:14 | 2      |

Abkürzungen: Pl. = Platz, Sp = Spiele, S = Siege, OTS = Siege nach Verlängerung (Overtime) oder Penaltyschießen, OTN = Niederlagen nach Verlängerung oder Penaltyschießen, N = Niederlagen

### Finale
| 20. Februar 2025 20:00 Uhr (Ortszeit) | 21. Februar 2025 2:00 Uhr (MEZ) | USA Brady Tkachuk (16:52) Jake Sanderson (27:32) | 2:3 n. V. (1:1, 1:1, 0:0, 0:1) Spielbericht | Kanada Nathan MacKinnon (4:48) Sam Bennett (34:00) Connor McDavid (68:18) | TD Garden, Boston, Massachusetts Zuschauer: 17.850 |

### Finalteilnehmer
| 4-Nations- Face-Off-Sieger Kanada | Sam Bennett, Jordan Binnington, Anthony Cirelli, Sidney Crosby, Drew Doughty, Brandon Hagel, Thomas Harley, Adin Hill, Seth Jarvis, Travis Konecny, Nathan MacKinnon, Cale Makar, Brad Marchand, Mitchell Marner, Connor McDavid, Sam Montembeault, Josh Morrissey, Colton Parayko, Brayden Point, Sam Reinhart, Travis Sanheim, Mark Stone, Shea Theodore, Devon Toews Cheftrainer: Jon Cooper Assistenztrainer: Bruce Cassidy, Peter DeBoer, Misha Donskov, Rick Tocchet |

| 2. Platz USA | Matthew Boldy, Kyle Connor, Jack Eichel, Brock Faber, Adam Fox, Jake Guentzel, Noah Hanifin, Connor Hellebuyck, Jack Hughes, Chris Kreider, Dylan Larkin, Auston Matthews, Charlie McAvoy, J. T. Miller, Brock Nelson, Jake Oettinger, Jake Sanderson, Jaccob Slavin, Jeremy Swayman, Brady Tkachuk, Matthew Tkachuk, Vincent Trocheck, Zach Werenski Cheftrainer: Mike Sullivan Assistenztrainer: John Hynes, David Quinn, John Tortorella |

## Auszeichnungen
Als Most Valuable Player des Turniers wurde der kanadische Stürmer Nathan MacKinnon ausgezeichnet. MacKinnon erzielte im Turnierverlauf in vier Spielen ebenso viele Tore.

## Statistik

### Beste Scorer
Abkürzungen: Sp = Spiele, T = Tore, V = Assists, Pkt = Punkte, +/− = Plus/Minus, SM = Strafminuten; Fett: Turnierbestwert
| Spieler          | Team     | Sp | T | V | Pkt | +/− | SM |
| ---------------- | -------- | -- | - | - | --- | --- | -- |
| Zach Werenski    | USA      | 4  | 0 | 6 | 6   | +3  | 0  |
| Connor McDavid   | Kanada   | 4  | 3 | 2 | 5   | −1  | 0  |
| Sidney Crosby    | Kanada   | 4  | 1 | 4 | 5   | +2  | 2  |
| Nathan MacKinnon | Kanada   | 4  | 4 | 0 | 4   | +4  | 0  |
| Mikael Granlund  | Finnland | 3  | 3 | 1 | 4   | −1  | 0  |
| Jake Guentzel    | USA      | 4  | 3 | 1 | 4   | +2  | 2  |
| Jack Eichel      | USA      | 4  | 0 | 4 | 4   | +3  | 0  |
| Sam Reinhart     | Kanada   | 4  | 0 | 4 | 4   | +1  | 0  |
| Brady Tkachuk    | USA      | 4  | 3 | 0 | 3   | +3  | 5  |
| Matthew Tkachuk  | USA      | 3  | 2 | 1 | 3   | ±0  | 5  |

### Beste Torhüter
Abkürzungen: Sp = Spiele, S = Siege, N = Niederlagen, Min = Eiszeit (in Minuten), GT = Gegentore, SO = Shutouts, Sv% = gehaltene Schüsse (in %), GTS = Gegentorschnitt; Fett: Turnierbestwert
Es werden nur Torhüter gelistet, die in mehr als einem Spiel ihres Teams auf dem Eis standen.
| Spieler           | Team     | Sp | S | N | Min    | GT | SO | GTS  | Sv%  |
| ----------------- | -------- | -- | - | - | ------ | -- | -- | ---- | ---- |
| Connor Hellebuyck | USA      | 3  | 2 | 1 | 188:18 | 5  | 0  | 1,59 | 93,2 |
| Jordan Binnington | Kanada   | 4  | 3 | 1 | 252:43 | 10 | 0  | 2,37 | 90,7 |
| Juuse Saros       | Finnland | 2  | 0 | 1 | 91:00  | 6  | 0  | 3,96 | 87,0 |
| Filip Gustavsson  | Schweden | 2  | 0 | 1 | 85:52  | 6  | 0  | 4,19 | 81,3 |
| Kevin Lankinen    | Finnland | 2  | 1 | 1 | 86:52  | 7  | 0  | 4,84 | 81,1 |